# One of Us (canción de Liam Gallagher)
«One of Us» es el cuarto sencillo de Why Me? Why Not., segundo álbum solista del cantante y compositor inglés Liam Gallagher. Fue publicada el 16 de agosto de 2019. «One Of Us» se suma a las ya estrenadas «Shockwave», «The River» y «Once», lo que demuestra el hecho de que el músico inglés mantiene la tónica de sus composiciones previas.
La canción cuenta con "links sonoros" que recuerdan a Oasis, banda que tuvo como protagonistas a los hermanos Gallagher en la década de los noventa. Al respecto, Liam Gallagher comentó que el tema trata "sobre la familia, la amistad y la sensación de pertenecer". Además agregó: "Me encanta el tema y el cierre con toques de góspel. Me recuerda a The Sweet Inspirations". El hijo menor de L. Gallagher tocó el bongó en la canción. Nick Zinner de Yeah Yeah Yeahs también colaboró en la canción tocando la guitarra.

## Composición
En «One Of Us», Liam Gallagher decidió incorporar una sección de cuerdas de manera constante que acompaña el tema. Asimismo, en una nota de prensa puede leerse que la canción "expresa la esperanza de que una relación fracturada se pueda salvar en el futuro". Fue coescrita con Andrew Wyatt.
La canción tiene una clara referencia a "Live Forever", sencillo de Oasis del álbum Definitely Maybe, lanzado en 1994.